# 瓦瑟纳赫
瓦瑟纳赫是德国莱茵兰-普法尔茨州的一个市镇。总面积6.16平方公里，总人口1128人，其中男性563人，女性565人（2011年12月31日），人口密度183人/平方公里。